# پل ملیاند
پل ملیاند (انگلیسی: Paul Meliande؛ زادهٔ ۲۰ دسامبر ۲۰۰۱) بازیکن فوتبال است.